# Yukarıbatak, Kastamonu
Yukarıbatak là một xã thuộc thành phố Kastamonu, tỉnh Kastamonu, Thổ Nhĩ Kỳ. Dân số thời điểm năm 2008 là 693 người.